# Tinodes bergerardi
Tinodes bergerardi är en nattsländeart som beskrevs av Francois-Marie Gibon 1986. Tinodes bergerardi ingår i släktet Tinodes och familjen tunnelnattsländor. Inga underarter finns listade i Catalogue of Life.